# 卢恰诺·卡斯泰利尼
卢恰诺·卡斯泰利尼（義大利語：Luciano Castellini，1945年12月12日—），意大利男子足球运动员，场上位置是守门员。他曾代表意大利国家队参加1974年国际足联世界杯，结果止步小组赛。